# Eleição para o Senado federal por Montana em 2012
A eleição para o senado do estado americano de Montana em 2012 foi realizada em 6 de novembro de 2012, simultaneamente com a eleição presidencial, eleições para o Senado dos Estados Unidos em outros estados, eleições para na Câmara dos Representantes e com as eleições locais. O senador democrata Jon Tester foi candidato à reeleição, sendo reeleito com 48,7% dos votos.

## Primária republicana

### Candidatos

#### Declarados
- Denny Rehberg, representante dos Estados Unidos, ex-vice governador, e ex-representante estadual.[3]
- Dennis Teske, farmer.[4]

#### Desistências
- Steve Daines, empresário e candidato a vice-governador em 2008 (se candidatou ao congresso).[5]
- Neil Livingstone, analista de segurança (se candidatou a governador)[6]

### Resultados
|  | Republicano | Denny Rehberg | 105.632 | 75,8% |
|  | Republicano | Dennis Teske  | 33.079  | 23,7% |

## Eleição geral

### Candidato
- Jerry McConnell (Libertário), empresário aposentado.[8]
- Denny Rehberg (Republicano), representante dos Estados Unidos, ex-vice governador, e ex-senador estadual.
- Jon Tester (Democrata), atual senador e ex-senador estadual.

### Campanha
O ex-presidente do Senado de Montana e agricultor Jon Tester foi eleito com 49,2% dos votos em 2006, derrotando o senador Conrad Burns.
Em 30 de junho de 2011, Jon Tester tinha arrecadado 2,3 milhões de dólares em fundos de campanha. Tester foi acusado pela campanha republicana de Denny Rehberg de ter arrecada dinheiro de executivos da Wall Street e bancários.
Em 5 de fevereiro de 2011, o representante Denny Rehberg anunciou sua intenção de concorrer ao Senado. Steve Daines tinha anunciado que iria buscar a nomeação republicana em 13 de novembro de 2010, mas antes do anúncio da candidatura de Rehberg ele saiu da primária e anunciou que iria se candidatar ao congresso.
A partir do início de julho de 2010, Denny Rehberg tinha 1,5 milhões de um total arrecadado de 2 milhões. Rehberg acusou a campanha democrata de Jon Tester ter arrecado dinheiro de executivos e bancários de Wall Street.
O Comitê Nacional Republicano foi ao ar em um anúncio de ataque contra Jon Tester, que equivocadamente incluía uma foto digital manipulada de Tester (que tem apenas dois dedos na mão esquerda), com os cinco dedos.
Em um outro anúncio contra Tester, falsamente afirmou que Tester havia votado a favor da regulamentação da Environmental Protection Agency. Na verdade, Tester tinha elogiado a EPA por não tentar tal regulamento.

### Pesquisas
| Fontes                | Data(s)                   | Amostra | Margem de erro | Jon Tester (D) | Denny Rehberg (R) | Outros | Indecididos |
| --------------------- | ------------------------- | ------- | -------------- | -------------- | ----------------- | ------ | ----------- |
| Public Policy Polling | 10-11 de setembro de 2012 | 656     | ± 3,2%         | 45%            | 43%               | —      | 2%          |
| Rasmussen Reports     | 20 de agosto de 2012      | 500     | ± 4,5%         | 43%            | 47%               | 5%     | 5%          |
| Rasmussen Reports     | 18 de junho de 2012       | 450     | ± 5.0%         | 47%            | 49%               | 2%     | 2%          |
| Rasmussen Reports     | 2 de maio de 2012         | 450     | ± 5.0%         | 43%            | 53%               | 2%     | 2%          |
| Public Policy Polling | 26-29 de abril de 2012    | 934     | ± 3.2%         | 48%            | 43%               | —      | 9%          |
| Rasmussen Reports     | 2 de abril de 2012        | 500     | ± 4.5%         | 44%            | 47%               | 6%     | 3%          |
| Rasmussen Reports     | 22 de fevereiro de 2012   | 500     | ± 4.5%         | 44%            | 47%               | 4%     | 5%          |
| Public Policy Polling | 28-30 de novembro de 2011 | 1,625   | ± 2.4%         | 45%            | 47%               | —      | 8%          |
| Public Policy Polling | 16-19 de junho de 2011    | 819     | ± 3.4%         | 45%            | 47%               | —      | 8%          |
| Mason-Dixon           | 14-16 de março de 2011    | 625     | ± 4.0%         | 46%            | 45%               | —      | 9%          |
| Public Policy Polling | 10-13 de novembro de 2010 | 1,176   | ± 2.9%         | 46%            | 48%               | —      | 6%          |

### Resultados
|  | Democrata   | Jon Tester    | 236.123 | 48,58% |
|  | Republicano | Denny Rehberg | 218.051 | 44,86% |
|  | Libertário  | Dan Cox       | 31.892  | 6,56%  |
|  | Total:      | Total:        | 486.066 | 100%   |